# Tony Hunter
Tony Wayne Hunter (Cincinnati, 22 maggio 1960 – Cincinnati, 11 giugno 2024) è stato un giocatore di football americano statunitense che militò nel ruolo di tight end nella National Football League (NFL).

## Carriera
Hunter al college giocò a football con i Notre Dame Fighting Irish. Fu scelto dai Buffalo Bills come 12º assoluto nel Draft NFL 1983, due posizioni prima di Jim Kelly. Giocò per due stagioni con la squadra, dopo di che passò ai Los Angeles Rams con cui nel 1985 disputò la miglior annata a livello statistico in carriera, ricevendo 532 yard e 4 touchdown. La sua carriera si concluse l'anno seguente a causa di un infortunio a una gamba.